# Saurauia macrotricha
Saurauia macrotricha là một loài thực vật có hoa trong họ Dương đào. Loài này được Kurz ex Dyer miêu tả khoa học đầu tiên năm 1874.